# Kostel svatého Ducha (Staré Město)
Kostel svatého Ducha se nachází ve Starém Městě u Uherského Hradiště. Vznikal od roku 2002 podle návrhu slovinského architekta Ivo Goropevšeka. Interiér zatím není dokončen.

## Popis
Čelní stranu mohutné stavby tvoří dvě věže, které symbolizují sv. Cyrila a Metoděje. Osy věží se sbíhají, což má být znakem směřování k jednomu cíli – Bohu. Mezi věžemi je volný prostor ve tvaru kříže. V lednu 2013 se v novostavbě, před kterou vzniklo nové Velkomoravské náměstí, konal první koncert. Pro konání veřejných akcí včetně koncertů slouží náměstí Velké Moravy i nadále.
Kostel zasvěcený Duchu svatému nabízí ve Starém Městě nový prostor věřícím, kteří mívali k dispozici jen nevelký kostel svatého Michaela, jenž nabízí zhruba sto míst k sezení. Jednota sv. Michala, jejímž cílem bylo zvětšit existující kostel či postavit nový, vznikla už v roce 1907.

## Slavnost žehnání kostela
V neděli 5. října 2014 chrám slavnostně požehnal biskup Pavel Posád.

## Náklady
K roku 2014, v jehož závěru v něm byly zahájeny pravidelné bohoslužby, bylo proinvestováno více než 90 milionů korun. Celkové náklady se k roku 2019 pohybovaly kolem 100 milionů.
Interiér zatím není kompletní, zbývá dokončit např. okenní vitráže.